# Kachaber Zchadadse
Kachaber Zchadadse (georgisch კახაბერ ცხადაძე; englisch Kakhaber Tskhadadze; * 7. September 1968 in Rustawi, Georgische SSR, Sowjetunion) ist ein georgischer Fußballtrainer und ehemaliger Fußballspieler.

## Spielerlaufbahn

### Vereine
Bis 1985 spielte Zchadadse bei Metalurgi Rustawi, 1986 ging er zu Dinamo Tiflis, wo er bis 1990 spielte. 1991 kam er zu GIF Sundsvall nach Schweden. Von dort wechselte er im Januar 1992 nach Russland zu Spartak Moskau und ein halbes Jahr später zu Dynamo Moskau. Im Februar 1993 wechselte er in die Bundesliga zu Eintracht Frankfurt, wo der Verteidiger schnell Stammspieler wurde. Nach dem ersten Eintracht-Abstieg 1996 wollte er zu Manchester City in die Premier League wechseln, der Wechsel kam jedoch aufgrund der fehlenden Arbeitserlaubnis nicht zustande. Ein halbes Jahr später ging er wieder nach Russland zu Alanija Wladikawkas. Im Januar 1998 klappte der Wechsel zu Manchester City doch und Zchadadse spielte für gut zwei Jahre in Manchester, wo er sich nicht durchsetzen konnte. Sein Vertrag wurde im März 2000 aufgrund einer Verletzung aufgelöst. Von Sommer 2000 bis 2002 war er Spielertrainer bei Lokomotive Tiflis. Seine letzte Station als Profi war dann schließlich 2003/04 der russische Zweitligist Anschi Machatschkala.

### Nationalmannschaft
Zchadadse bestritt 1992 sechs Spiele für die Nationalmannschaft der Gemeinschaft Unabhängiger Staaten GUS und nahm an der Fußball-Europameisterschaft 1992 in Schweden teil.
Von 1992 bis 1998 bestritt er insgesamt 25 Spiele für Georgien und wurde auch Kapitän der Mannschaft. Ihm gelangen insgesamt zwei Länderspieltore, je eins für die GUS und Georgien. Mit der georgischen Nationalmannschaft gelang es ihm nicht, sich für ein großes Turnier zu qualifizieren.

## Trainerkarriere
Seine erste Station als Trainer war ab März 2005 Dinamo Tiflis, im Januar 2006 ging er zu Sioni Bolnissi. Bei beiden Vereinen feierte er 2005 bzw. 2006 die georgische Meisterschaft. Im September 2006 wurde er vom Georgischen Fußballverband aufgrund „rowdyhaften Benehmens“ bis Mai 2007 gesperrt. Von Januar 2008 bis 2009 war er Trainer des aserbaidschanischen Erstligisten Standard Baku. 2009 war er kurzzeitig Trainer der georgischen U-21-Nationalmannschaft. Seit 2009 ist er Trainer von Inter Baku und gewann 2010 die aserbaidschanische Meisterschaft.
Am 26. Dezember 2014 wurde bekannt, dass Zchadadse zusätzlich neuer Nationaltrainer Georgiens wird.

## Erfolge

### Als Spieler
- Georgischer Meister: 1990
- Russischer Meister: 1992
- Georgischer Pokalsieger: 2002

### Als Trainer
- Georgischer Meister: 2005, 2006
- Aserbaidschanischer Meister: 2010